# شياو جون
شياو جون (بالصينية: 肖俊) هو لاعب رماية صيني، ولد في 1972.

## وصلات خارجية
- شياو جون على موقع الاتحاد الدولي (الإنجليزية)
- شياو جون على موقع أوليمبيديا (الإنجليزية)